# Vences
Vences (llamada oficialmente Santa Baia de Vences) es una parroquia y un lugar del municipio español de Monterrey, en la provincia de Orense, Galicia.

## Toponimia
La parroquia también es conocida por el nombre de Santa Eulalia de Vences.

## Organización territorial
La parroquia está formada por una entidad de población:
- Vences

## Demografía
Gráfica demográfica del lugar y parroquia de Vences según el INE español:
| Gráfica de evolución demográfica de Vences entre 2000 y 2022 |
|                                                              |
| Datos según el nomenclátor publicado por el INE.             |